# Antoñito
Antoñito, właśc. Antonio Ramiro Pérez (ur. 2 lutego 1978 w Sewilli) – piłkarz hiszpański grający na pozycji napastnika.

## Kariera klubowa
Antoñito pochodzi z Sewilli. Karierę piłkarską rozpoczął w Sevilli FC. Po grze w zespole juniorów występował w rezerwach Sevilli, a w 2000 roku przeszedł do kadry pierwszego zespołu i w sezonie 2000/2001 zadebiutował w Segunda División. Z Sevillą awansował do Primera División, w której zadebiutował 9 września 2001 w meczu z Realem Saragossa (1:1). Na początku 2002 roku został wypożyczony do drugoligowego Recreativo Huelva, dla którego w rundzie wiosennej sezonu 2001/2002 strzelił 7 goli. Latem 2002 wrócił do Sevilli, w której stał się podstawowym zawodnikiem. 26 października 2002 strzelił pierwsze 2 gole w La Liga w wygranym 2:1 meczu z Realem Valladolid. W 2004 i 2005 roku zajął z Sevillą 6. miejsce w Primera División.
Latem 2005 Antoñito został wypożyczony do Racingu Santander. 11 września 2005 zadebiutował w nim w przegranym 0:1 domowym spotkaniu z Cádizem. W ataku Racingu występował z Óscarem Serrano. Strzelił 9 goli i był najskuteczniejszym zawodnikiem zespołu w sezonie 2005/2006.
W 2006 roku Antoñito podpisał kontrakt z drugoligowym Realem Murcia. W nim po raz pierwszy wystąpił 27 sierpnia 2006 w meczu z Salamanką. W Realu grał przez rok i pomógł mu w awansie do Primera División w sezonie 2006/2007.
W 2007 roku Antoñito ponownie zmienił klub i przeszedł do Xerez CD. Swój debiut w Xerez zaliczył 2 września 2007 w meczu z Albacete Balompié (1:1). W sezonie 2008/2009 strzelił 14 bramek i przyczynił się do pierwszego w historii Xerez awansu do Primera División.
| Sezon   | Klub              | Kraj      | Rozgrywki        | Mecze | Bramki |
| ------- | ----------------- | --------- | ---------------- | ----- | ------ |
| 2000/01 | Sevilla FC        | Hiszpania | Segunda División | 5     | 0      |
| 2001/02 | Recreativo Huelva | Hiszpania | Segunda División | 18    | 7      |
| 2001/02 | Sevilla FC        | Hiszpania | Primera División | 6     | 0      |
| 2002/03 | Sevilla FC        | Hiszpania | Primera División | 33    | 7      |
| 2003/04 | Sevilla FC        | Hiszpania | Primera División | 28    | 5      |
| 2004/05 | Sevilla FC        | Hiszpania | Primera División | 23    | 2      |
| 2005/06 | Racing Santander  | Hiszpania | Primera División | 32    | 9      |
| 2006/07 | Real Murcia       | Hiszpania | Segunda División | 28    | 7      |
| 2007/08 | Xerez CD          | Hiszpania | Segunda División | 29    | 5      |
| 2008/09 | Xerez CD          | Hiszpania | Segunda División | 30    | 13     |
| 2009/10 | Xerez CD          | Hiszpania | Primera División |       |        |